# دهستان چوبر (تالش)
دهستان چوبر نام دهستانی در بخش حویق شهرستان تالش، استان گیلان در ایران است. بر اساس سرشماری مرکز آمار ایران در سال ۱۳۸۵، جمعیت آن ۱۶٬۴۲۹ نفر (۳۷۰۰ خانوار) بوده‌است.